# Relación estructura-actividad
La relación estructura-actividad (SAR) es la relación entre la estructura química de una molécula y su actividad biológica. Esta idea fue presentada por primera vez por Crum-Brown y Fraser en 1865. El análisis de SAR permite determinar el grupo químico responsable de provocar un efecto biológico diana en el organismo. Esto permite modificar el efecto o la potencia de un compuesto bioactivo (normalmente un fármaco) cambiando su estructura química. Los químicos medicinales utilizan las técnicas de síntesis química para insertar nuevos grupos químicos en el compuesto biomédico y probar las modificaciones para determinar sus efectos biológicos.
Este método se perfeccionó para construir relaciones matemáticas entre la estructura química y la actividad biológica, conocidas como relaciones cuantitativas estructura-actividad (QSAR). Un término relacionado es relación de afinidad de estructura (SAFIR).

## Relación estructura-biodegradabilidad
La gran cantidad de productos químicos orgánicos sintéticos actualmente en producción presenta un gran desafío para la recopilación oportuna de datos ambientales detallados sobre cada compuesto. El concepto de relaciones estructurales de biodegradabilidad (SBR) se ha aplicado para explicar la variabilidad en la persistencia entre los productos químicos orgánicos en el medio ambiente. Los primeros intentos generalmente consistieron en examinar la degradación de una serie homóloga de compuestos estructuralmente relacionados en condiciones idénticas con un inóculo "universal" complejo, típicamente derivado de numerosas fuentes. Este enfoque reveló que la naturaleza y las posiciones de los sustituyentes afectaron la aparente biodegradabilidad de varias clases químicas, con temas generales resultantes, como los halógenos que generalmente confieren persistencia en condiciones aeróbicas. Posteriormente, se han desarrollado enfoques más cuantitativos utilizando los principios de QSAR y, a menudo, teniendo en cuenta el papel de la sorción (biodisponibilidad) en el destino químico.